# Bellegarde-du-Razès
Pour les articles homonymes, voir Bellegarde.
Bellegarde-du-Razès  est une commune française située dans l'Ouest du département de l'Aude, en région Occitanie.
Sur le plan historique et culturel, la commune fait partie du Razès, un pays historiquement très étendu, qui ne se résume aujourd'hui qu'aux collines de la Malepère et au bas Razès au centre et au sud, limité par le pays de Sault. Exposée à un climat méditerranéen, elle est drainée par le Sou, le ruisseau de Maraing et par un autre cours d'eau. La commune possède un patrimoine naturel remarquable composé d'une zone naturelle d'intérêt écologique, faunistique et floristique.
Bellegarde-du-Razès est une commune rurale qui compte 252 habitants en 2022, après avoir connu un pic de population de 499 habitants en 1836. Elle fait partie de l'aire d'attraction de Limoux. Ses habitants sont appelés les Bellegardiens ou  Bellegardiennes.

## Géographie

### Localisation
Bellegarde-du-Razès est une commune située dans le pays du Razès sur le Sou. Sur le territoire de la commune majoritairement planté en vigne on produit un vin AOC d'appellation Malepère.
Ce village est l'une des « circulades », village au plan circulaire où les habitants avaient élaboré une auto-défense en disposant leurs maisons de cette façon.

### Communes limitrophes
Les communes limitrophes sont  Alaigne, Belvèze-du-Razès, Escueillens-et-Saint-Just-de-Bélengard, Mazerolles-du-Razès, Montgradail et Monthaut.
| Montgradail                            | Mazerolles-du-Razès | Belvèze-du-Razès |
| Escueillens-et-Saint-Just-de-Bélengard | Bellegarde-du-Razès | Alaigne          |
|                                        | Monthaut            |                  |

### Géologie et relief
Bellegarde-du-Razès se situe en zone de sismicité 2 (sismicité faible).

### Paysages

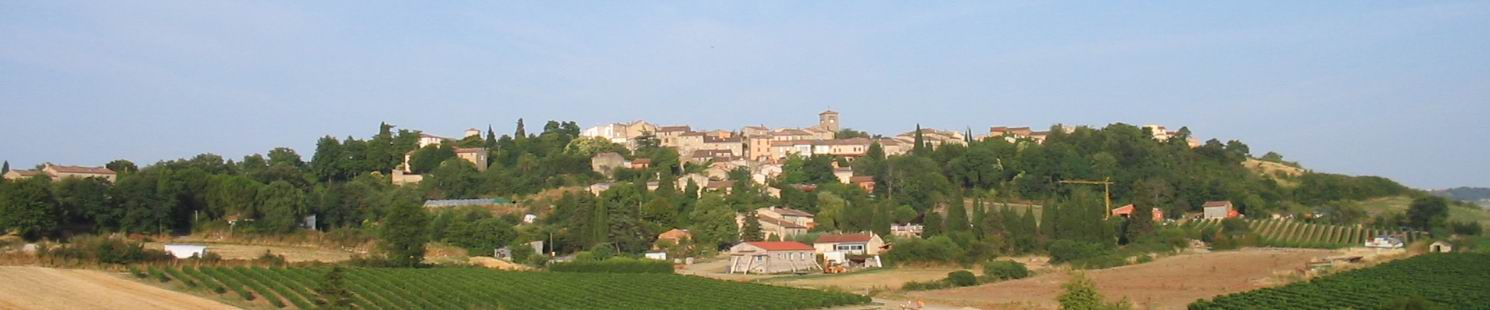

### Hydrographie
La commune est pour partie dans le bassin de la Garonne, au sein du bassin hydrographique Adour-Garonne, et pour partie dans la région hydrographique « Côtiers méditerranéens », au sein du bassin hydrographique Rhône-Méditerranée-Corse. Elle est drainée par le Sou, le ruisseau de Maraing et le ruisseau d'Escueillens, constituant un réseau hydrographique de 7 km de longueur totale,.
Le Sou, d'une longueur totale de 29,5 km, prend sa source dans la commune de Lignairolles et s'écoule du sud-ouest vers le nord-est puis vers l'est. Il traverse la commune et se jette dans l'Aude à Pieusse, après avoir traversé 17 communes.

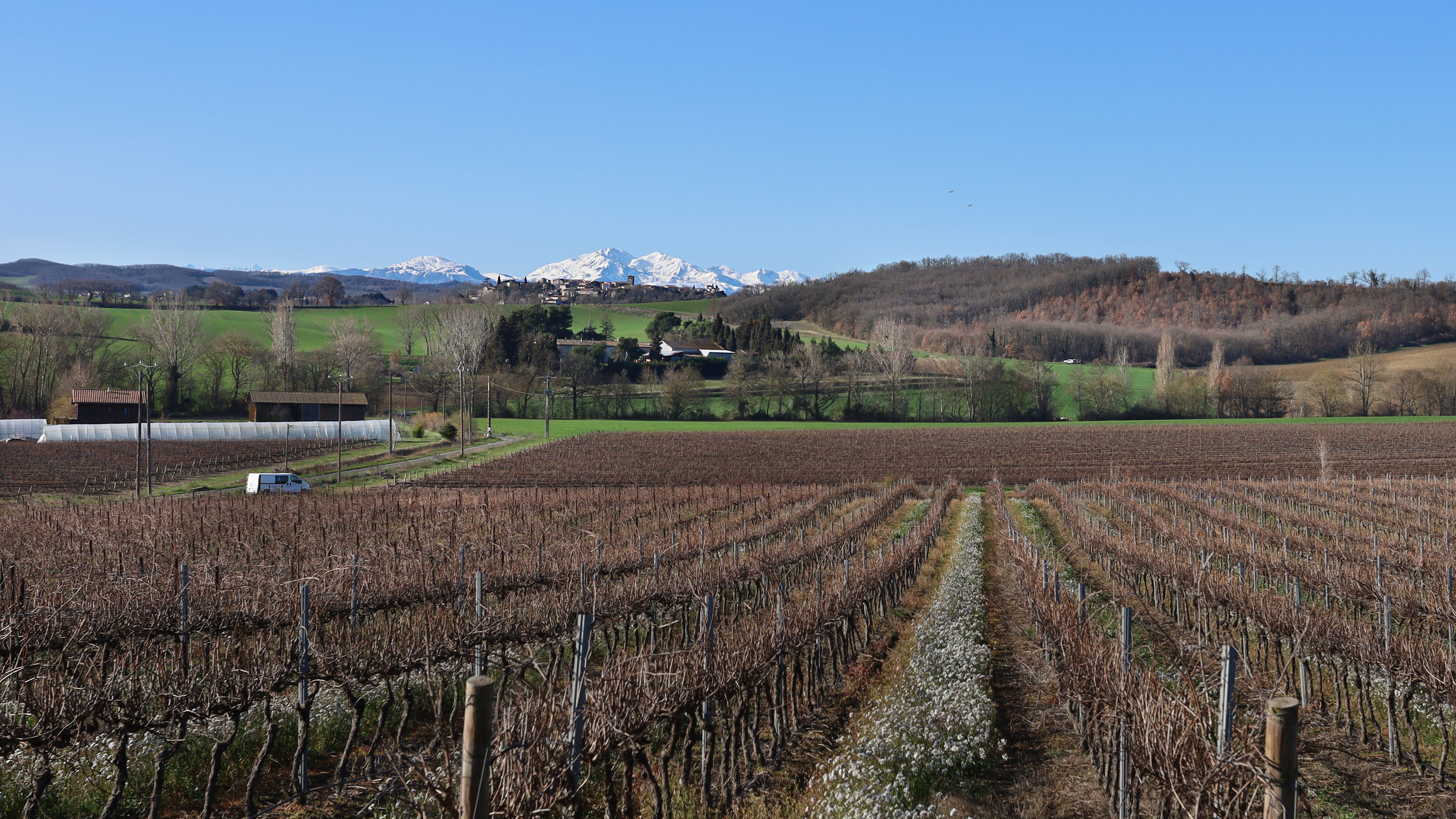

### Climat
Pour des articles plus généraux, voir Climat de l'Occitanie et Climat de l'Aude.
En 2010, le climat de la commune est de type climat du Bassin du Sud-Ouest, selon une étude s'appuyant sur une série de données couvrant la période 1971-2000. En 2020, Météo-France publie une typologie des climats de la France métropolitaine dans laquelle la commune est dans une zone de transition entre le climat océanique altéré et le climat de montagne ou de marges de montagne et est dans la région climatique Pyrénées orientales, caractérisée par une faible pluviométrie, un très bon ensoleillement (2 600 h/an), un air sec, particulièrement en hiver et peu de brouillards.
Pour la période 1971-2000, la température annuelle moyenne est de 12,9 °C, avec une amplitude thermique annuelle de 15,7 °C. Le cumul annuel moyen de précipitations est de 834 mm, avec 9,7 jours de précipitations en janvier et 5,5 jours en juillet. Pour la période 1991-2020, la température moyenne annuelle observée sur la station météorologique la plus proche, située sur la commune d'Alaigne à 4 km à vol d'oiseau, est de 14,0 °C et le cumul annuel moyen de précipitations est de 673,6 mm,. Pour l'avenir, les paramètres climatiques de la commune estimés pour 2050 selon différents scénarios d'émission de gaz à effet de serre sont consultables sur un site dédié publié par Météo-France en novembre 2022.

### Milieux naturels et biodiversité

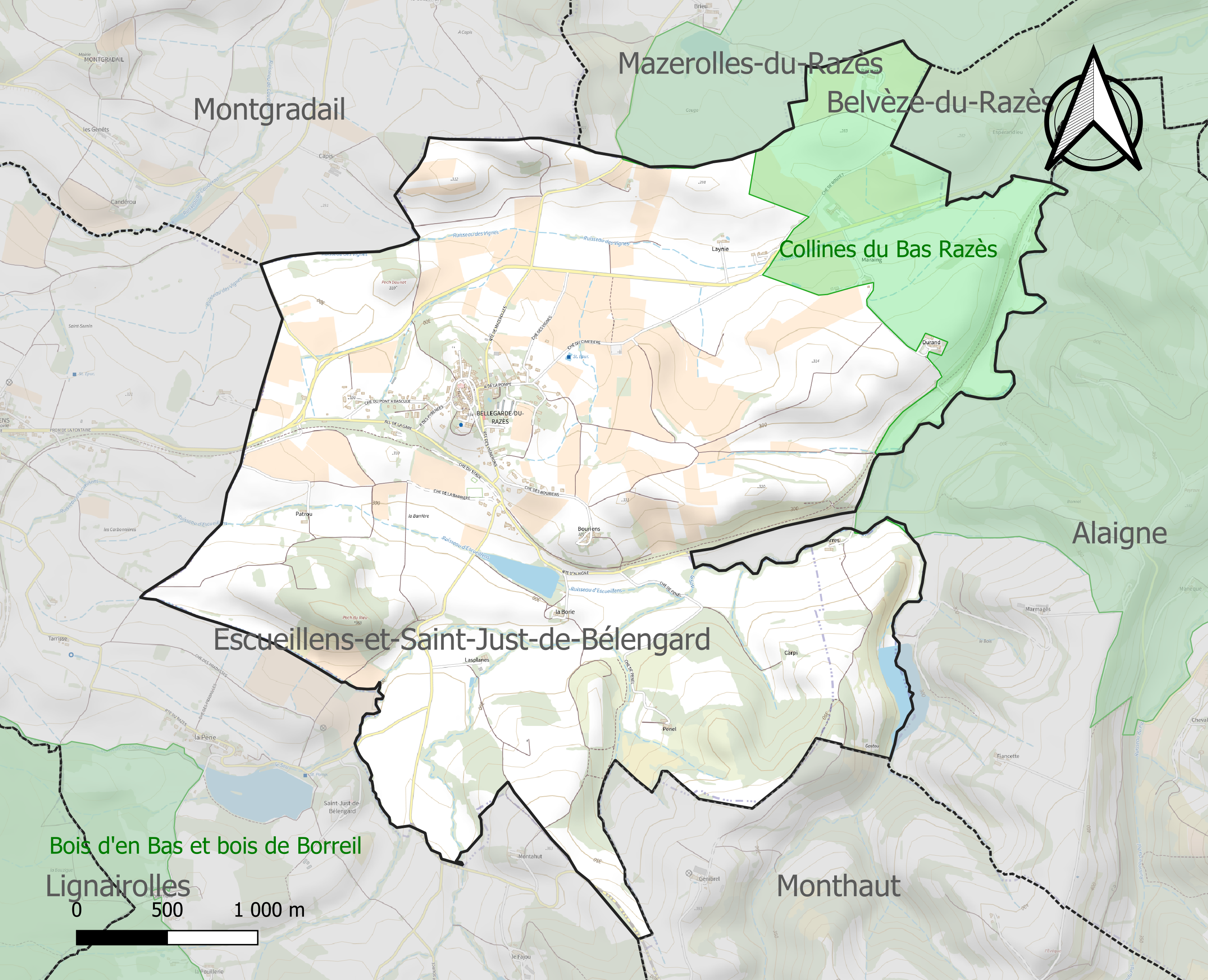
Carte de la ZNIEFF de type 1 localisée sur la commune.

L’inventaire des zones naturelles d'intérêt écologique, faunistique et floristique (ZNIEFF) a pour objectif de réaliser une couverture des zones les plus intéressantes sur le plan écologique, essentiellement dans la perspective d’améliorer la connaissance du patrimoine naturel national et de fournir aux différents décideurs un outil d’aide à la prise en compte de l’environnement dans l’aménagement du territoire.
Une ZNIEFF de type 1 est recensée sur la commune :les « collines du Bas Razès » (3 551 ha), couvrant 13 communes du département.

## Urbanisme

### Typologie
Au 1er janvier 2024, Bellegarde-du-Razès est catégorisée commune rurale à habitat dispersé, selon la nouvelle grille communale de densité à 7 niveaux définie par l'Insee en 2022.
Elle est située hors unité urbaine. Par ailleurs la commune fait partie de l'aire d'attraction de Limoux, dont elle est une commune de la couronne,. Cette aire, qui regroupe 39 communes, est catégorisée dans les aires de moins de 50 000 habitants,.

### Occupation des sols
L'occupation des sols de la commune, telle qu'elle ressort de la base de données européenne d’occupation biophysique des sols Corine Land Cover (CLC), est marquée par l'importance des territoires agricoles (91,2 % en 2018), en diminution par rapport à 1990 (96,7 %). La répartition détaillée en 2018 est la suivante : zones agricoles hétérogènes (52 %), cultures permanentes (22,8 %), terres arables (16,4 %), zones urbanisées (5,5 %), forêts (3,3 %). L'évolution de l’occupation des sols de la commune et de ses infrastructures peut être observée sur les différentes représentations cartographiques du territoire : la carte de Cassini (XVIIIe siècle), la carte d'état-major (1820-1866) et les cartes ou photos aériennes de l'IGN pour la période actuelle (1950 à aujourd'hui).

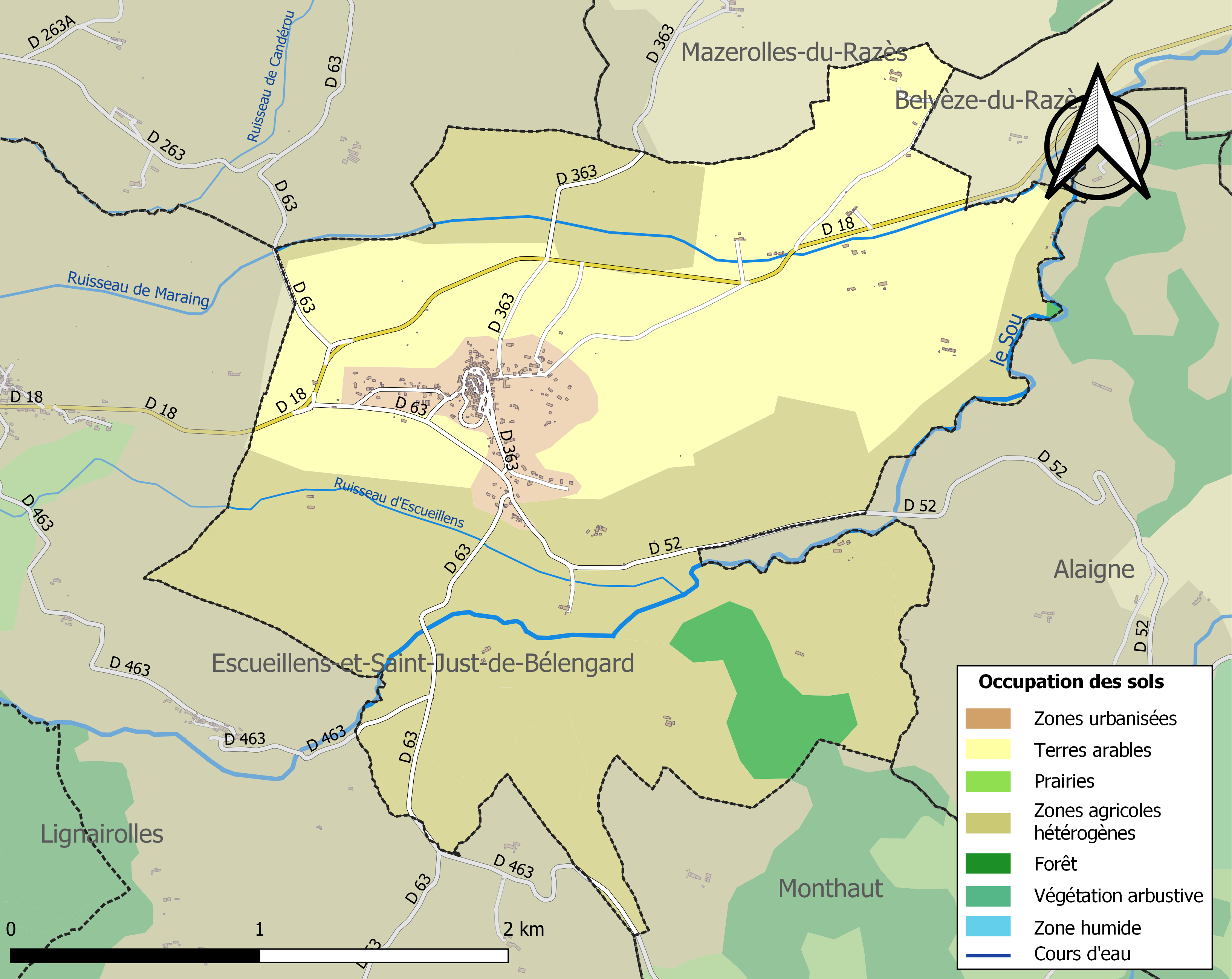
Carte des infrastructures et de l'occupation des sols de la commune en 2018 (CLC).

### Risques majeurs
Le territoire de la commune de Bellegarde-du-Razès est vulnérable à différents aléas naturels : météorologiques (tempête, orage, neige, grand froid, canicule ou sécheresse) et séisme (sismicité faible). Un site publié par le BRGM permet d'évaluer simplement et rapidement les risques d'un bien localisé soit par son adresse soit par le numéro de sa parcelle.

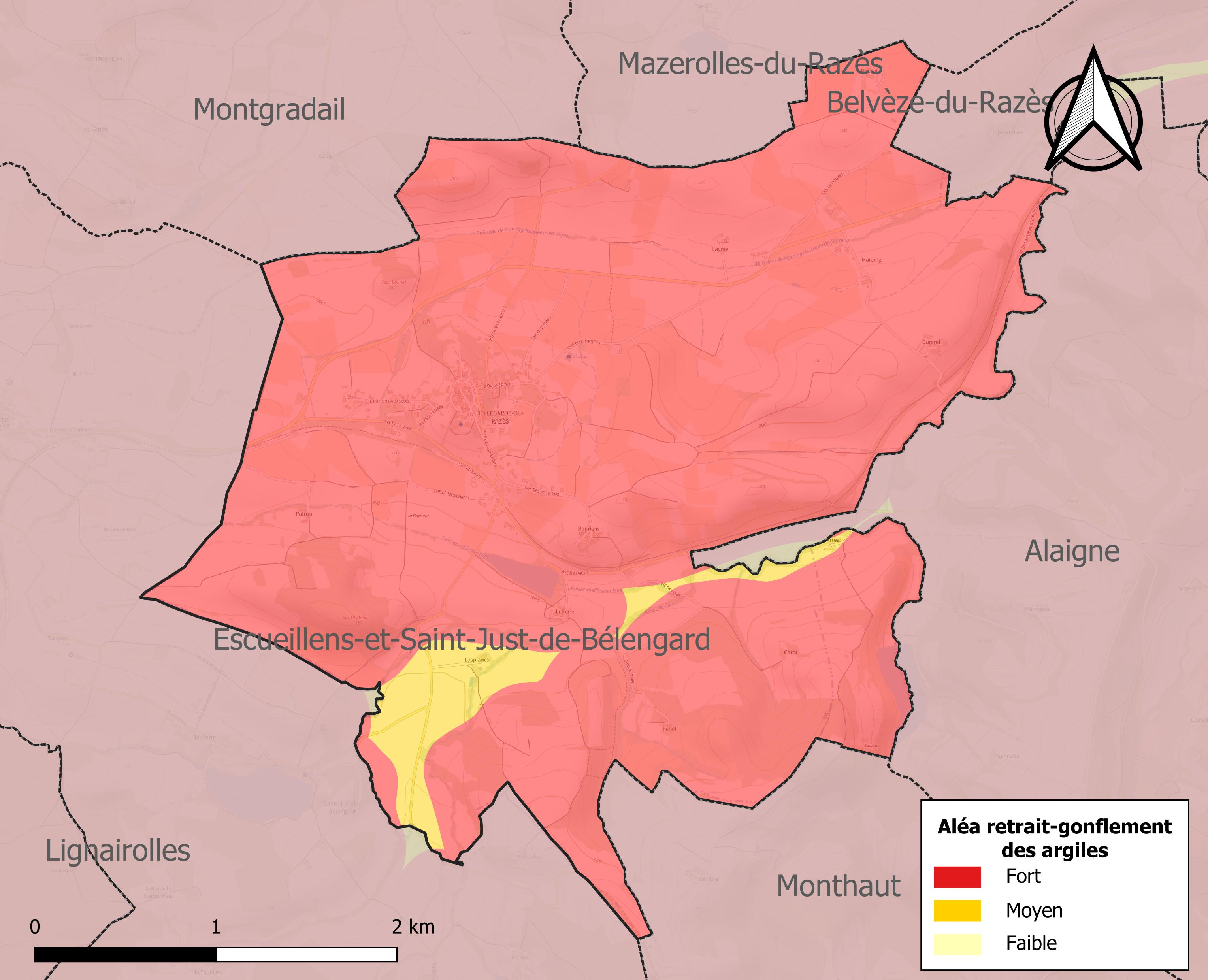
Carte des zones d'aléa retrait-gonflement des sols argileux de Bellegarde-du-Razès.

Le retrait-gonflement des sols argileux est susceptible d'engendrer des dommages importants aux bâtiments en cas d’alternance de périodes de sécheresse et de pluie. La totalité de la commune est en aléa moyen ou fort (75,2 % au niveau départemental et 48,5 % au niveau national). Sur les 163 bâtiments dénombrés sur la commune en 2019, 163 sont en aléa moyen ou fort, soit 100 %, à comparer aux 94 % au niveau départemental et 54 % au niveau national. Une cartographie de l'exposition du territoire national au retrait gonflement des sols argileux est disponible sur le site du BRGM,.

## Histoire
À partir de 1898 jusqu'à la Seconde Guerre mondiale, la commune a bénéficié d'une gare sur la ligne de Pamiers à Limoux.

## Politique et administration

### Découpage territorial
La commune de Bellegarde-du-Razès est membre de la communauté de communes du Limouxin, un établissement public de coopération intercommunale (EPCI) à fiscalité propre créé le 2 décembre 2016 dont le siège est à Limoux. Ce dernier est par ailleurs membre d'autres groupements intercommunaux.
Sur le plan administratif, elle est rattachée à l'arrondissement de Limoux, au département de l'Aude, en tant que circonscription administrative de l'État, et à la région Occitanie.
Sur le plan électoral, elle dépend du canton de la Piège au Razès pour l'élection des conseillers départementaux, depuis le redécoupage cantonal de 2014 entré en vigueur en 2015, et de la troisième circonscription de l'Aude  pour les élections législatives, depuis le redécoupage électoral de 1986.

### Liste des maires

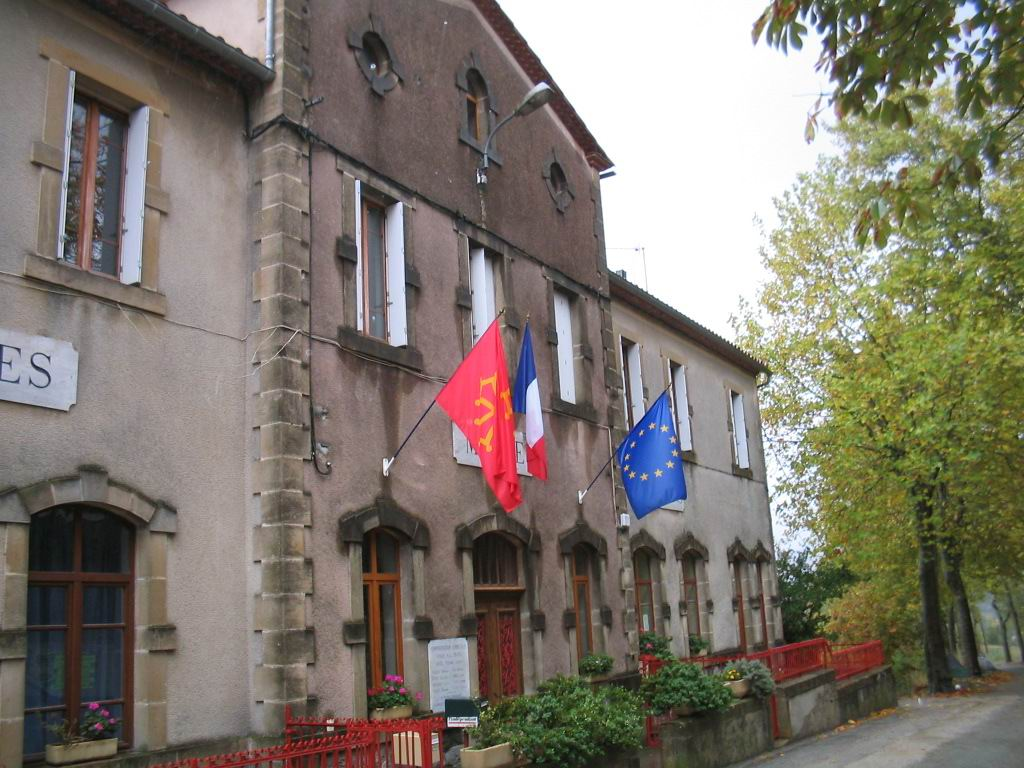
La mairie.

| Période                                  | Période                    | Identité         | Étiquette | Qualité                                            |
| ---------------------------------------- | -------------------------- | ---------------- | --------- | -------------------------------------------------- |
| Les données manquantes sont à compléter. |                            |                  |           |                                                    |
| mars 1971                                | 1987                       | Paul Vives       | PS        | Conseiller général du canton d'Alaigne (1973→1979) |
| mars 1987                                | 2008                       | Marc Joncker     | DVD       | Conseiller général du canton d'Alaigne (1992→1998) |
| mars 2008                                | 2020                       | Gilbert de Paoli | DVG       |                                                    |
| mai 2020                                 | En cours (au octobre 2024) | Roland CHAYNES   |           | Viticulteur                                        |

## Démographie
L'évolution du nombre d'habitants est connue à travers les recensements de la population effectués dans la commune depuis 1793. Pour les communes de moins de 10 000 habitants, une enquête de recensement portant sur toute la population est réalisée tous les cinq ans, les populations de référence des années intermédiaires étant quant à elles estimées par interpolation ou extrapolation. Pour la commune, le premier recensement exhaustif entrant dans le cadre du nouveau dispositif a été réalisé en 2008.

En 2022, la commune comptait 252 habitants, en évolution de +7,69 % par rapport à 2016 (Aude : +2,65 %, France hors Mayotte : +2,11 %).
| 1793 | 1800 | 1806 | 1821 | 1831 | 1836 | 1841 | 1846 | 1851 |
| ---- | ---- | ---- | ---- | ---- | ---- | ---- | ---- | ---- |
| 338  | 455  | 427  | 441  | 460  | 499  | 472  | 442  | 444  |

| 1856 | 1861 | 1866 | 1872 | 1876 | 1881 | 1886 | 1891 | 1896 |
| ---- | ---- | ---- | ---- | ---- | ---- | ---- | ---- | ---- |
| 444  | 420  | 405  | 380  | 354  | 393  | 421  | 407  | 373  |

| 1901 | 1906 | 1911 | 1921 | 1926 | 1931 | 1936 | 1946 | 1954 |
| ---- | ---- | ---- | ---- | ---- | ---- | ---- | ---- | ---- |
| 410  | 374  | 382  | 349  | 325  | 375  | 322  | 311  | 280  |

| 1962 | 1968 | 1975 | 1982 | 1990 | 1999 | 2006 | 2008 | 2013 |
| ---- | ---- | ---- | ---- | ---- | ---- | ---- | ---- | ---- |
| 239  | 255  | 199  | 186  | 183  | 184  | 206  | 212  | 218  |

| 2018 | 2022 | - | - | - | - | - | - | - |
| ---- | ---- | - | - | - | - | - | - | - |
| 242  | 252  | - | - | - | - | - | - | - |

## Distinctions culturelles
Bellegarde-du-Razès fait partie des communes ayant reçu l’étoile verte espérantiste, distinction remise aux maires de communes recensant des locuteurs de la langue construite espéranto.

## Économie

### Revenus
En 2018  (données Insee publiées en septembre 2021), la commune compte 95 ménages fiscaux, regroupant 228 personnes. La médiane du revenu disponible par unité de consommation est de 18 410 € (19 240 € dans le département).

### Emploi
| Division       | 2008   | 2013   | 2018   |
| -------------- | ------ | ------ | ------ |
| Commune        | 6,3 %  | 15,6 % | 10,6 % |
| Département    | 10,2 % | 12,8 % | 12,6 % |
| France entière | 8,3 %  | 10 %   | 10 %   |

En 2018, la population âgée de 15 à 64 ans s'élève à 141 personnes, parmi lesquelles on compte 66,7 % d'actifs (56 % ayant un emploi et 10,6 % de chômeurs) et 33,3 % d'inactifs,. En  2018, le taux de chômage communal (au sens du recensement) des 15-64 ans est inférieur à celui du département, mais supérieur à celui de la France, alors qu'en 2008 il était inférieur à celui de la France.
La commune fait partie de la couronne de l'aire d'attraction de Limoux, du fait qu'au moins 15 % des actifs travaillent dans le pôle,. Elle compte 41 emplois en 2018, contre 41 en 2013 et 47 en 2008. Le nombre d'actifs ayant un emploi résidant dans la commune est de 83, soit un indicateur de concentration d'emploi de 49,5 % et un taux d'activité parmi les 15 ans ou plus de 49 %.
Sur ces 83 actifs de 15 ans ou plus ayant un emploi, 29 travaillent dans la commune, soit 35 % des habitants. Pour se rendre au travail, 89,2 % des habitants utilisent un véhicule personnel ou de fonction à quatre roues, 1,2 % les transports en commun, 2,4 % s'y rendent en deux-roues, à vélo ou à pied et 7,2 % n'ont pas besoin de transport (travail au domicile).

### Activités hors agriculture
28 établissements sont implantés  à Bellegarde-du-Razès au 31 décembre 2019. Le tableau ci-dessous en détaille le nombre par secteur d'activité et compare les ratios avec ceux du département,. Le secteur du commerce de gros et de détail, des transports, de l'hébergement et de la restauration est prépondérant sur la commune puisqu'il représente 25 % du nombre total d'établissements de la commune (7 sur les 28 entreprises implantées  à Bellegarde-du-Razès), contre 32,3 % au niveau départemental.

### Agriculture
La commune fait partie de la petite région agricole dénommée « Razès ». En 2010, l'orientation technico-économique de l'agriculture  sur la commune est la viticulture (appellation et autre).
|                                   | 1988 | 2000 | 2010 |
| --------------------------------- | ---- | ---- | ---- |
| Exploitations                     | 19   | 14   | 11   |
| Superficie agricole utilisée (ha) | 511  | 413  | 414  |

Le nombre d'exploitations agricoles en activité et ayant leur siège dans la commune est passé de 19 lors du recensement agricole de 1988 à 14 en 2000 puis à 11 en 2010, soit une baisse de 42 % en 22 ans. Le même mouvement est observé à l'échelle du département qui a perdu pendant cette période 52 % de ses exploitations. La surface agricole utilisée sur la commune a également diminué, passant de 511 ha en 1988 à 414 ha en 2010. Parallèlement la surface agricole utilisée moyenne par exploitation a augmenté, passant de 27 à 38 ha.

## Culture et patrimoine

### Lieux et monuments
- Ancien château, transformé en habitation particulière.
- Maisons particulières portant le millésime 1751, 1773.
- Vestiges d'un ancien mur d'enceinte.
- Église Saint-Clément de Bellegarde-du-Razès, de style roman ; mobilier :
  - chaire en gypserie polychrome et dorée d'époque Restauration,
  - fonts baptismaux en pierre de 1681,
  - table de communion en fer forgé XVIIIe siècle,
  - croix processionnelle en argent repoussé,
  - 2 plats de quête en cuivre XVIe siècle.
- Croix 1860.

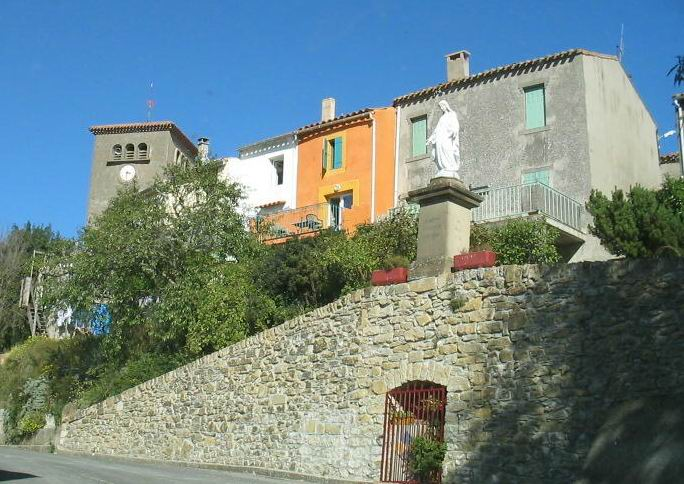
Arrivée à Bellegarde-du-Razès côté ouest.
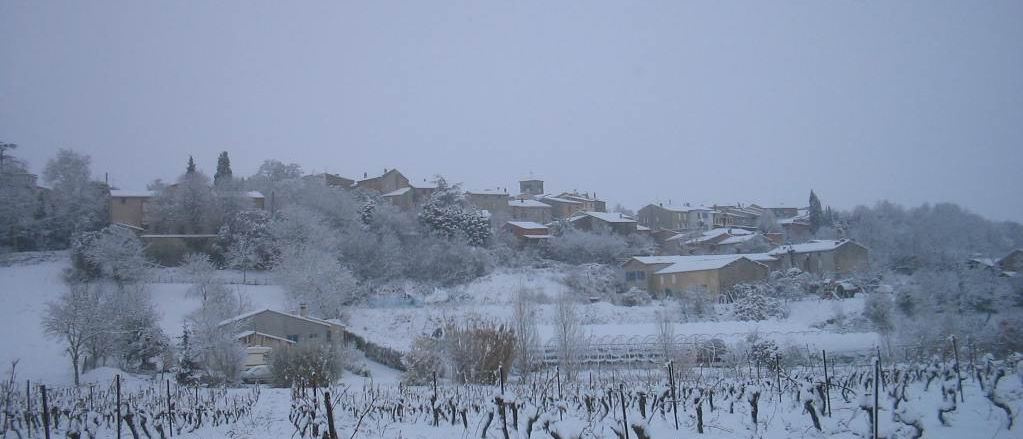
Vue panoramique côté est sous la neige.
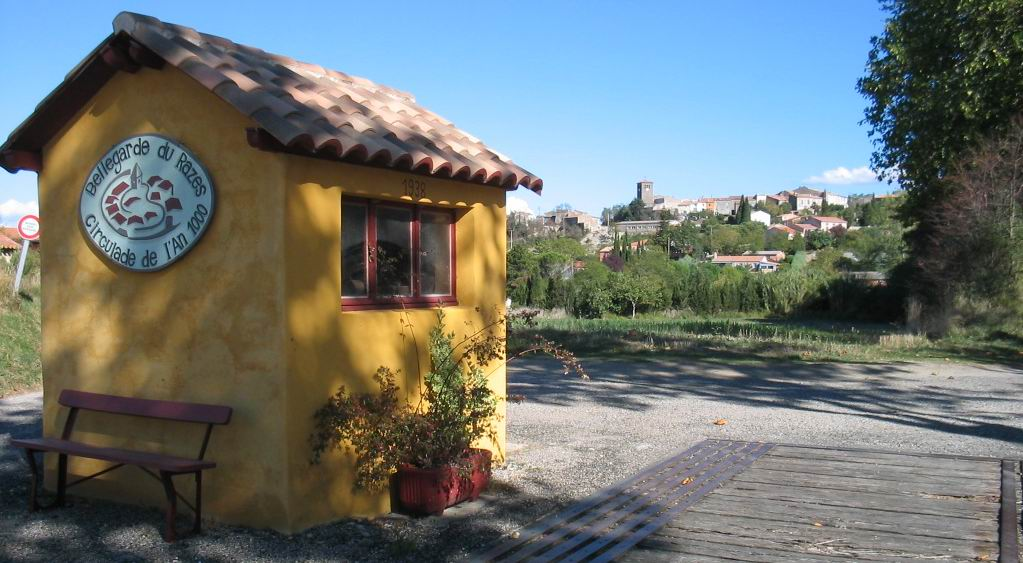
La bascule.
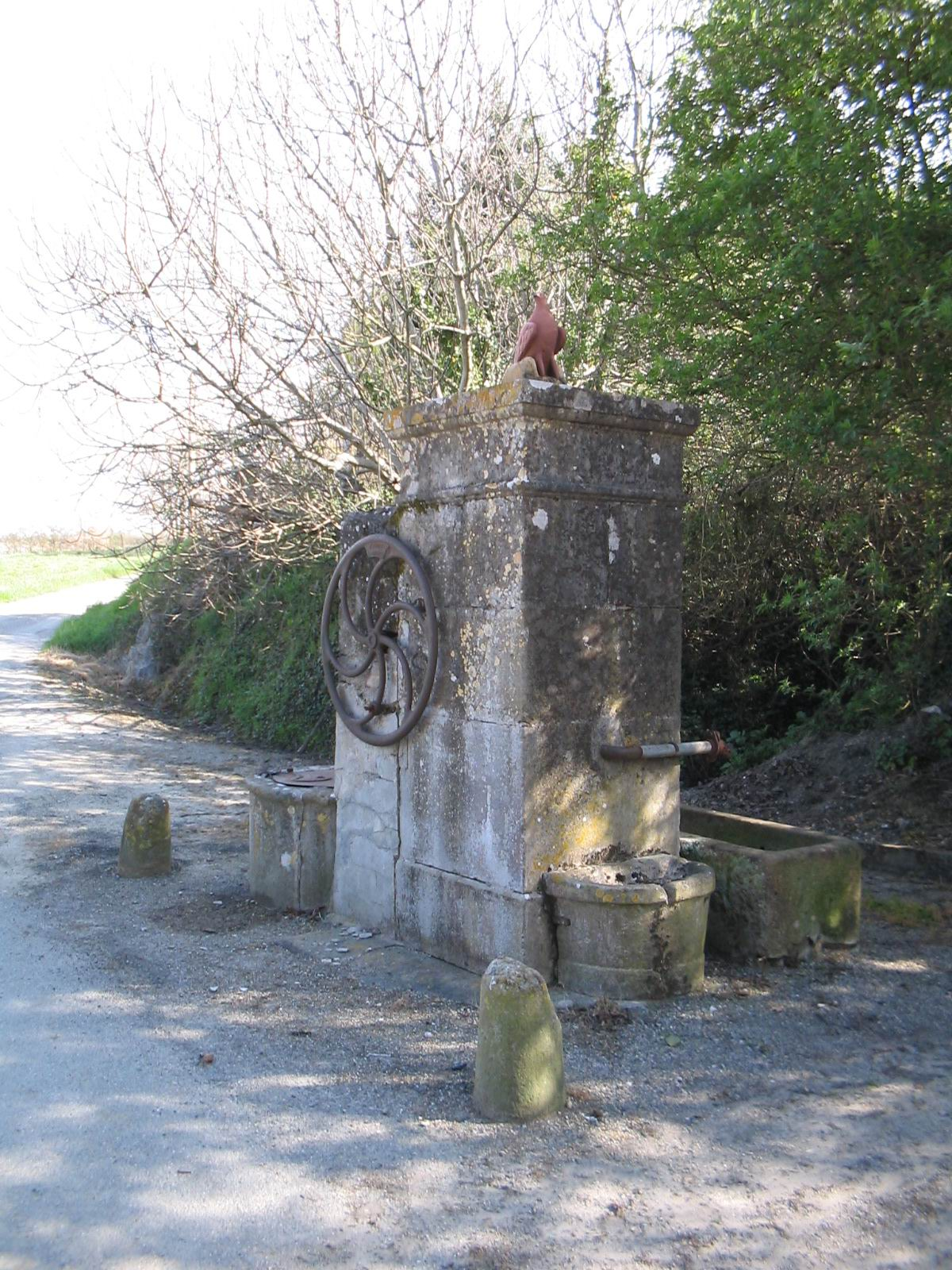
La pompe.

### Personnalités liées à la commune
- Simon Carr (1988-), coureur cycliste franco-britannique.

### Héraldique
| Blason de Bellegarde-du-Razès | Blason  | Palissé en fasce d'argent et de sable de six pièces. |
| Blason de Bellegarde-du-Razès | Détails | Le statut officiel du blason reste à déterminer.     |